# Maculonaclia obscura
Maculonaclia obscura är en fjärilsart som beskrevs av Griveaud 1966. Maculonaclia obscura ingår i släktet Maculonaclia och familjen björnspinnare. Inga underarter finns listade i Catalogue of Life.